# المالديف في الألعاب الأولمبية
المالديف في الألعاب الأولمبية تقوم اللجنة الأولمبية المالديفية بالإشراف في شؤون مشاركة جزر المالديف في الألعاب الأولمبية، شاركت جزر المالديف أول مرة في الألعاب الأولمبية في دورة 1988 في لوس أنجلوس في الولايات المتحدة، لم تفز جزر المالديف حتى الآن بأي ميدالية أولمبية.